# أندرو توني
أندرو توني (بالإنجليزية: Andrew Toney)‏ مواليد 23 نوفمبر 1957 في برمنغهام، هو لاعب كرة سلة أمريكي سابق بدأ مسيرته الاحترافية في سنة 1980. يبلغ طوله 6 قدم 3 بوصة (1.9 م). اعتزل اللعب في 1988.

## فرق لعب لها
- فيلادلفيا سفنتي سيكسرز

## روابط خارجية
- أندرو توني على موقع إن بي أي (الإنجليزية)
- أندرو توني على موقع سبورتس رفرنس (الإنجليزية)
- أندرو توني على موقع كلية كرة السلة في سبورتس رفرنس.كوم (الإنجليزية)
- أندرو توني على موقع ريلجم (الإنجليزية)
- أندرو توني على موقع بروبوليرز (الإنجليزية)
- أندرو توني على موقع قاعة لويزيانا للمشاهير الرياضية (الإنجليزية)